# Cementiri de Sant Vicenç de Malla
El Cementiri de Sant Vicenç de Malla és una obra de Malla (Osona) inclosa a l'Inventari del Patrimoni Arquitectònic de Catalunya.

## Descripció
El cementiri està situat darrere la façana de ponent de l'església de Sant Vicenç.
Consta de tres filades paral·leles, de ciment o formigó, a manera de mur d'uns dos metres d'alçada, situats al vessant de la muntanya, connectats per una llarga escala de ciment i grava a la part superior i plana dels esglaons.
A l'alçada d'un dels nivells hi ha un passadís de gespa i un estret paviment de marbre rosa arran de mur. Cada una de les lloses de marbre correspon al panteó de cada una de les famílies de Malla.

## Història
Degut a les excavacions arqueològiques realitzades amb motiu de la restauració de l'església de Sant Vicenç i el seu entorn, es va localitzar l'antiga sagrera al voltant de l'església.
Les diferents tipologies de tombes i la seva ubicació permetrien establir una evolució dels sistemes d'enterrament des del segle IX fins al XX.
El projecte de cementiri actual i les obres s'iniciaren l'any 1981.